# Nikolaj Rytjkov
Nikolaj Rytjkov (* 3. Dezember 1913 in Smolensk, Russland; † 1. September 1973 in London) war ein russischer Schauspieler, Esperantist und Hörfunkmoderator.

## Leben und Wirken
Nikolaj Rytjkov erlernte bereits als Jugendlicher im Jahr 1926 Esperanto und war seit 1933 als Schauspieler für das Lenin-Komsomol-Theater in Moskau tätig. Als Mitglied der Vereinigung sowjetischer Esperantisten, die unter Stalin als eine Spionageorganisation galt, wurde Rytjkov 1938 verhaftet und für 18 Jahre nach Sibirien verbannt. Nach seiner Freilassung wirkte er ab 1956 wieder am Lenin-Komsomol-Theater und trat in mehreren Filmen sowie Fernseh- und Rundfunkproduktionen der UdSSR auf.
Im Jahr 1965 nutzte Rytjkov den Besuch einer Esperanto-Konferenz in Wien, um im Westen um politisches Asyl zu bitten. Über Frankreich gelangte er nach England und erhielt bei der BBC eine Stelle als Redakteur und Moderator. Hier widmete er sich weiter seiner Leidenschaft Esperanto und gestaltete Radiosendungen zu diesem Thema. Er übersetzte russische Texte nach Esperanto und hielt häufig Rezitationen auf europäischen Esperanto-Kongressen.
In Deutschland wurde Rytjkov durch seine Verkörperung des Lenin in dem fünfteiligen Fernsehfilm Bürgerkrieg in Rußland bekannt, der in den Jahren 1967 und 1968 vom ZDF ausgestrahlt wurde.
Nikolaj Rytjkov war 1973 am Royal Court Theatre in Magnificence von Howard Brenton erneut in der Rolle des Lenin zu sehen. Er verstarb im gleichen Jahr in London an den Folgen einer Magenkrebserkrankung.

## Weblink
- Nikolaj Rytjkov bei IMDb